# Neuville-Coppegueule
Neuville-Coppegueule är en kommun i departementet Somme i regionen Hauts-de-France i norra Frankrike. Kommunen ligger i kantonen Oisemont som tillhör arrondissementet Abbeville. År 2022 hade Neuville-Coppegueule 511 invånare.

## Befolkningsutveckling
Antalet invånare i kommunen Neuville-Coppegueule
| Referens: INSEE |